# Panagiotis Pikrammenos
Panagiotis Pikrammenos (em grego:  Παναγιώτης Πικραμμένος) (26 de julho de 1945) é um juiz grego e foi Premiê de um governo interino após as eleições legislativas de maio de 2012, nas que nenhum partido obteve a maioria absoluta.

## Primeiros anos
Pikrammenos nasceu em Atenas e é o filho de Otto Pikrammenos, oriundo de Patras e proprietário da "Sociedade da Imprensa Estrangeira e Grega". O avô paterno de Pikrammenos foi Takis Pikrammenos, fundador da companhia, enquanto do lado materno desce da antiga família Chaireti.
Pikrammenos graduou-se na Escola Alemã de Atenas em 1963 e da Faculdade de Direito da Universidade Kapodistríaca de Atenas em 1968. Fez estudos de pós-graduação na Universidade de Paris II e trabalhou como advogado em Atenas e Londres até chegar a ser um relator do Conselho de Estado em 1976. Ascendeu rapidamente nos postos no Conselho até que foi nomeado como seu presidente em 2009. Também desempenhou como Diretor Geral da Escola Nacional de Juízes desde 2005 até 2009. Além de seu serviço no poder judiciário, Pikrammenos trabalhou numa série de comitês legislativos para o Ministério de Justiça e desde 1991 até 1993 foi assessor especial para assuntos judiciais do Premiê Constantinos Mitsotakis. Pouco depois de ter sido nomeado como Presidente do Conselho de Estado em 2009, um artefato explosivo foi colocado no automóvel de Pikrammenos, pelo que a polícia considerou que foi um grupo anarquista.
Como juiz tem emitido decisões importantes. Em 2003, opinou que era inconstitucional o encarceramento por dívidas. Também tem opinado nos casos do Museu da Acrópolis e do AEK Atenas (clube desportivo).

## Premiê interino
Dantes de ser nomeado premiê interino, Pikrammenos desempenhou-se como presidente do Conselho de Estado de Grécia. Em 16 de maio de 2012 foi nomeado premiê interino pelo Presidente Károlos Papoúlias. Dirigiu um governo de tecnocratas até que um governo permanente se formou o 20 de junho de 2012, depois das eleições celebradas o 17 de junho. Sucedeu-lhe no cargo o conservador Antonis Samarás, num governo de coalizão de Nova Democracia, PASOK e DIMAR.